# Écailles de Lune
Écailles de Lune é o segundo álbum de estúdio da banda francesa Alcest, lançado em março de 2010.

## Lista de faixas
1. "Écailles de Lune (Part I)" – 9:59
2. "Écailles de Lune (Part II)" – 9:53
3. "Percées de Lumière" – 6:38
4. "Abysses" – 1:48
5. "Solar Song" – 5:29
6. "Sur L'Océan Couleur de Fer" – 8:23

## Créditos
- Neige – Vocal, Guitarra e Sintetizador
- Winterhalter – Bateria